# Tornagodang
Tornagodang is een bestuurslaag in het regentschap Toba Samosir van de provincie Noord-Sumatra, Indonesië. Tornagodang telt 1011 inwoners (volkstelling 2010).